# Etacrynsäure
Etacrynsäure (auch: Ethacrynsäure) ist ein Schleifendiuretikum.
Chemisch-strukturell gesehen ist sie ein Abkömmling des 2,3-Dichlorphenols, welches in 4-Position des Aromaten mit 2-Methylenbuttersäure acyliert und am Sauerstoff durch Essigsäure substituiert ist.
Sie unterscheidet sich durch luminale und kapillarseitige Wirkung von anderen Schleifendiuretika. Als Nebenwirkungen wurden irreversible Hörschäden beschrieben. Untersuchungen weisen darauf hin, dass Etacrynsäure nicht direkt wirkt, sondern erst der Phase-II-Metabolit, das Cystein-Konjugat, die Wirkung ausübt. Man vermutet, dass das Konjugat einen ähnlichen Wirkungsmechanismus wie die Schleifendiuretika vom Furosemid-Typ hat.

## Geschichte
Etacrynsäure wurde erstmals 1962 von E.M. Schultz in der Literatur beschrieben. Die Substanzklasse um Etacrynsäure wurde im Jahre 1961 von der Firma Merck & Co. zum Patent eingereicht.

## Darstellung
Der Syntheseweg geht von 2,3-Dichlorphenoxyessigsäure aus, welche in einer Friedel-Crafts-Acylierung mit Butyrylchlorid in Schwefelkohlenstoff (CS2) mit Aktivierung des Säurechlorids durch Aluminiumchlorid (AlCl3) zur 2,3-Dichlor-4-butyrylphenoxyessigsäure umgesetzt wird. Diese wird in einer Mannich-Reaktion (mit Paraformaldehyd, trockenem Dimethylammoniumchlorid und katalytischen Mengen an Essigsäure) in α-Position zur Ketogruppe aminomethyliert und nachfolgend unter Abspaltung des Amins durch Behandlung mit einer Base (wässrigem Natriumhydrogencarbonat) zum α,β-ungesättigten Keton Etacrynsäure olefiniert.

## Handelsname
Hydromedin